# Hope (Nueva York)
Hope es un pueblo ubicado en el condado de Hamilton en el estado estadounidense de Nueva York. En el año 2000 tenía una población de 392 habitantes y una densidad poblacional de 3.7 personas por km².

## Geografía
Hope se encuentra ubicado en las coordenadas 43°18′20″N 74°12′30″O / 43.30556, -74.20833.

## Demografía
Según la Oficina del Censo en 2000 los ingresos medios por hogar en la localidad eran de $32,000, y los ingresos medios por familia eran $32,000. Los hombres tenían unos ingresos medios de $25,000 frente a los $19,688 para las mujeres. La renta per cápita para la localidad era de $15,225. Alrededor del 12.4% de la población estaban por debajo del umbral de pobreza.